# 198-я стрелковая дивизия
198-я стрелковая дивизия — войсковое соединение Вооружённых сил СССР, принимавшее участие в Великой Отечественной войне. Одна из немногих стрелковых дивизий, прошедших всю войну и не удостоенная наград или почётных наименований.

## История
Дивизия сформирована 17 сентября 1941 года путём переформирования 198-й моторизованной дивизии в районе Белоострова.
В действующей армии во время ВОВ с 17 сентября 1941 по 9 мая 1945 года.
По формировании занимала позиции по реке Сестра. 4 октября 1941 года сдала занимаемый участок 123-й стрелковой дивизии, сосредоточилась в районе Сертолово и приступила к боевой подготовке. С 6 декабря 1941 года начала переброску через Ладожское озеро в районе Лаврово-Троицкое, и 13 декабря 1941 года прибыла в распоряжение 54-й армии, наступление которой от Войбокало на юг к Киришам развилось очень медленно. С 17 декабря 1941 года введена в бой, имея справа 16-ю танковую бригаду, слева 115-ю стрелковую дивизию. Наступает вместе со 2-м лыжным полком на Бабино, Ларионов Остров, Новые Кириши. В боях по овладению опорным пунктом Гороховец дивизия потеряла до 15 % личного состава.
28 декабря 1941 года дивизия передана в подчинение Волховской оперативной группы и со 2 января 1942 года перешла в наступление, ведёт ожесточённые бои за овладение Киришами, Бабино, Большим и Малым Мирятино, с задачей перерезать железную дорогу Погостье — Кириши и выйти в район Драчево. С этого момента и вплоть до 1944 года дивизия ведёт постоянные бои в районе между Погостье и Киришами.
6 января 1942 года дивизии удалось прорвать укреплённый рубеж обороны на железнодорожной насыпи и продвинуться на юг. Ведёт бои в районе железной дороги весь январь 1942 года, 24 января 1942 года приняв дополнительную полосу обороны у 80-й стрелковой дивизии, переброшенной к Погостью. С 1 февраля 1942 года предпринимает наступление на Дубовик, но безуспешно, несёт тяжёлые потери. 8 февраля 1942 года дивизия сдала позиции 115-й стрелковой дивизии и сосредоточилась в Гороховце. С 16 февраля 1942 года, при поддержке 20 КВ-1 124-й танковой бригады перешла в наступление на Виняголово, закончившееся почти безуспешно: дивизия смогла продвинуться только до окраин населённого пункта. 2 марта 1942 года дивизия сдала свои позиции частям 177-й стрелковой дивизии и приняла у 80-й стрелковой дивизии. С 9 марта по 17 марта 1942 года из района 1 километр южнее станции Погостье, наступала в направлении Кондуя, за первые два дня наступления несколько отбросив противника, затем наступление заглохло. По состоянию на 11 марта 1942 года имела в составе 2113 активных штыков.
С 24 марта по 1 апреля 1942 года без особых успехов пытается продвинуться на Липовик, потеряв за эти дни 15 человек убитыми и 400 ранеными. С 10 апреля 1942 года вновь предпринимает ту же попытку, но ввиду малочисленности и наступившего паводка, успеха не достигла и 27 апреля 1942 года перешла к обороне. С 10 мая по 26 июня 1942 года дивизия вновь и вновь, под постоянных воздействием авиации противника, штурмует Липовик, и опять, без всякого успеха. С 26 июня 1942 года перешла к обороне.
Вновь перешла в наступление 27 августа 1942 года с задачей овладения Виняголово, в результате двухдневных боёв несколько продвинулась, овладев и закрепившись по восточной опушке леса по болоту Ковригина Гладь. С 16 сентября 1942 года штурмует Смердыню. С 10 по 23 февраля 1943 года дивизия, участвуя в Смердынской операции, вместе с 311-й стрелковой дивизией при поддержке 124-й танковой бригады предприняла наступление севернее Смердыни в направлении того же Виняголово. В тяжёлых боях дивизии удалось выбить противника из опорного пункта на южной опушке леса у Макарьевской Пустыни и подойти к промежуточному оборонительному рубежу, идущему вдоль дороги Макарьевская Пустынь — Вериговщина., однако дальше почти не продвинулась. В результате боёв дивизия потеряла 756 человек убитыми, 1758 ранеными, не достигнув при этом значимых успехов. С 23 февраля 1943 года выведена во вторую полосу обороны, где пополнялась и доукомплектовывалась. Со 2 по 19 октября 1943 года дивизия наступает на Киришский плацдарм, продвинувшись на 4-5 километров, потеряла 321 человек убитыми, 1264 ранеными. После того, как немецкое командование отвело войска с Киришского плацдарма, дивизия находилась на подступах к Любани.
С 1 по 18 января 1944 года дивизия в обороне несла службу боевого обеспечения (разведка, уточнение переднего края и системы огня противника). На 14 января 1944 года вела бои действия в районе Жар, Мягры, Дубовик, Драчево юго-западнее Киришей. С 18 января 1944 года совершает марш в район Зенино, с 19 января 1944 года переходит в наступление в общем направлении на Рамцы, вплоть до 23 января 1944 года продвигается, затем сдала свою полосу частям 288-й стрелковой дивизии. С 25 января 1944 года по 2 февраля 1944 года железной дорогой перевезена в район Никитино, с 3 по 7 февраля 1944 года маршем следует в район Новгорода, по 21 февраля 1944 года занималась рекогносцировкой полосы наступления, после чего перешла в наступление в направлении Сольцы и к 15.00 овладела Сольцами, Иловенко, Большими и Малыми Заборами. С 22 февраля по 1 марта 1944 года продолжает преследование противника, 26 февраля 1944 приняв участие в освобождении Порхова. 1 марта 1944 года была остановлена на рубеже «Пантера», и по 19 марта 1944 года дивизия перегруппировывается, а затем, сдав позиции 288-й стрелковой дивизии, совершила марш и к 31 марта 1944 года сосредоточилась в район Реяч, Яхново, Зайцево, Тешково. Находится во втором эшелоне до 5 апреля 1944 года, с 6 апреля 1944 года совершила марш в район Бабино, Подсосное, Пухово. 8 апреля 1944 года сменила на передовой части 196-й стрелковой дивизии, перешла в наступление, однако атака захлебнулась и дивизия была вынуждена отбивать контратаки противника с применением танков. 13 апреля 1944 года дивизия сдала свой участок 311-й и 229-й дивизиям, после чего восстанавливалась во втором эшелоне и 18 апреля 1944 года вновь приняла свой участок, который обороняет до июля 1944 года.
С 21 июля 1944 года, в ходе Псковско-Островской операции, переходит в наступление, в первый день овладела населёнными пунктами Иудино, Рожкополье, Селезневка, преследует противника к реке Великая, 22 июля 1944 года выйдя на её берег, однако форсировать с ходу не смогла. С 23 по 28 июля 1944 года дивизия держит оборону по рубежу реки, затем сдала позиции частям 86-й стрелковой дивизии, совершила марш протяжённостью 80-90 километров и по 13 августа 1944 года находится в резерве фронта в районе неподалёку от Жигури.
С 16 августа 1944 года в ходе Тартуской операции участвует в операции по освобождении Алуксне, в ходе наступления продвинулась южнее реки Мустйыги у Вирулазе в направлении Варсту и достигла линии Синга — Ахела — Микуни — Хаава, а на следующий день к вечеру освободила железнодорожную станцию Сару и приблизилась к Харгла. К 20 августа 1944 года дивизия достигла рубежа Эхиярв — Апья. Южнее Харгла вплоть до Сару линия фронта дивизии шла по северному берегу реки Мустйыги. В тяжелейших боях лишь 23 августа 1944 года дивизии удалось форсировать Мустйыги и выйти на территории Латвийской ССР к берегам Гауи, сумели её форсировать и создать плацдарм , однако с плацдарма была сброшена.
В ночь на 13 сентября 1944 года была построена переправа через Гаую, передовые части сумели переправиться и захватить плацдарм, с 14 сентября 1944 года в наступление в общем направлении на Ригу перешла вся дивизия, к исходу дня продвинувшись на расстояние около 10 километров и затем, до конца сентября с боями продвигается вперёд. В конце сентября 1944 года дивизия была выведена в резерв и размещена в районе мызы Райскумс, в двадцати километрах западнее Цесиса. С 1 октября 1944 года перешла в наступление вместе с 364-й стрелковой дивизией из района северо-западнее Нитауре в общем направлении на Ригу. Перед Ригой дивизия была выведена из боя и переброшена за Елгаву, в район Добеле. С октября 1944 года и до окончания войны дивизия ведёт бои с курляндской группировкой.
С 16 октября 1944 года дивизия перешла в наступление из района западнее Добеле в общем направлении на Спринги. В тяжёлых боях к концу октября 1944 года дивизия подошла к Ауце, перерезав важную шоссейную дорогу из Елгавы в Мажейкяй. С 19 ноября 1944 года вновь в наступлении, продвинулась на расстояние около 10 километров, с 21 декабря 1944 года наступает в общем направлении на Салдус, продвижение составило всего около трёх километров и заняла оборону на участке Курсиши — Пампали, недалеко от реки Венты, в начале январе 1945 года отбивает ряд мощных контратак противника, в марте 1945 года вновь предпринимает неудачное наступление. В мае 1945 года принимает капитуляцию частей курляндской группировки.
Непосредственно по окончании войны дислоцируется в районе станции Броцени. В сентябре 1945 года передислоцирована в г. Бийск Алтайского края.

## Состав
- 506-й стрелковый полк (с 30.11.1941)
- 708-й стрелковый полк (с 11.09.1941 по 13.11.1941)
- 1027-й стрелковый полк
- 1029-й стрелковый полк
- 704-й артиллерийский полк
- 159-й отдельный истребительно-противотанковый дивизион
- 355-я зенитная батарея (до 25.05.1943)
- 234-я разведрота
- 349-й отдельный сапёрный батальон
- 380-й отдельный батальон связи (747-я отдельная рота связи)
- 125-й медико-санитарный батальон
- 101-я отдельная рота химический защиты
- 91-я (293-я) автотранспортная рота
- 336-я (236-я) полевая хлебопекарня
- 77-й дивизионный ветеринарный лазарет
- 217-я полевая почтовая станция
- 236-я полевая касса Госбанка

## Подчинение
| Дата            | Фронт (округ)                                              | Армия                  | Корпус                             | Примечания |
| --------------- | ---------------------------------------------------------- | ---------------------- | ---------------------------------- | ---------- |
| 01.10.1941 года | Ленинградский фронт                                        | 23-я армия             | -                                  | -          |
| 01.11.1941 года | Ленинградский фронт                                        | 23-я армия             | -                                  | -          |
| 01.12.1941 года | Ленинградский фронт                                        | 23-я армия             | -                                  | -          |
| 01.01.1942 года | Ленинградский фронт                                        | 54-я армия             | -                                  | -          |
| 01.02.1942 года | Ленинградский фронт                                        | 54-я армия             | -                                  | -          |
| 01.03.1942 года | Ленинградский фронт                                        | 54-я армия             | -                                  | -          |
| 01.04.1942 года | Ленинградский фронт                                        | 54-я армия             | -                                  | -          |
| 01.05.1942 года | Ленинградский фронт (Группа войск Волховского направления) | 54-я армия             | -                                  | -          |
| 01.06.1942 года | Ленинградский фронт (Волховская группа войск)              | 54-я армия             | -                                  | -          |
| 01.07.1942 года | Волховский фронт                                           | 54-я армия             | -                                  | -          |
| 01.08.1942 года | Волховский фронт                                           | 54-я армия             | -                                  | -          |
| 01.09.1942 года | Волховский фронт                                           | 54-я армия             | -                                  | -          |
| 01.10.1942 года | Волховский фронт                                           | 54-я армия             | -                                  | -          |
| 01.11.1942 года | Волховский фронт                                           | 54-я армия             | -                                  | -          |
| 01.12.1942 года | Волховский фронт                                           | 54-я армия             | -                                  | -          |
| 01.01.1943 года | Волховский фронт                                           | 54-я армия             | -                                  | -          |
| 01.02.1943 года | Волховский фронт                                           | 54-я армия             | -                                  | -          |
| 01.03.1943 года | Волховский фронт                                           | 54-я армия             | -                                  | -          |
| 01.04.1943 года | Волховский фронт                                           | 54-я армия             | -                                  | -          |
| 01.05.1943 года | Волховский фронт                                           | 54-я армия             | -                                  | -          |
| 01.06.1943 года | Волховский фронт                                           | 54-я армия             | -                                  | -          |
| 01.07.1943 года | Волховский фронт                                           | 54-я армия             | -                                  | -          |
| 01.08.1943 года | Волховский фронт                                           | 54-я армия             | -                                  | -          |
| 01.09.1943 года | Волховский фронт                                           | 54-я армия             | -                                  | -          |
| 01.10.1943 года | Волховский фронт                                           | 54-я армия             | -                                  | -          |
| 01.11.1943 года | Волховский фронт                                           | 54-я армия             | -                                  | -          |
| 01.12.1943 года | Волховский фронт                                           | 54-я армия             | -                                  | -          |
| 01.01.1944 года | Волховский фронт                                           | 54-я армия             | -                                  | -          |
| 01.02.1944 года | Ленинградский фронт                                        | -                      | 119-й стрелковый корпус            | -          |
| 01.03.1944 года | Ленинградский фронт                                        | 54-я армия             | 119-й стрелковый корпус            | -          |
| 01.04.1944 года | Ленинградский фронт                                        | 54-я армия             | 119-й стрелковый корпус            | -          |
| 01.05.1944 года | 3-й Прибалтийский фронт                                    | 67-я армия             | 119-й стрелковый корпус            | -          |
| 01.06.1944 года | 3-й Прибалтийский фронт                                    | 67-я армия             | 119-й стрелковый корпус            | -          |
| 01.07.1944 года | 3-й Прибалтийский фронт                                    | 67-я армия             | 119-й стрелковый корпус            | -          |
| 01.08.1944 года | 3-й Прибалтийский фронт                                    | -                      | -                                  | -          |
| 01.09.1944 года | 3-й Прибалтийский фронт                                    | 54-я армия             | 7-й стрелковый корпус              | -          |
| 01.10.1944 года | 3-й Прибалтийский фронт                                    | -                      | -                                  | -          |
| 01.11.1944 года | 2-й Прибалтийский фронт                                    | 3-я ударная армия      | 7-й стрелковый корпус              | -          |
| 01.12.1944 года | 2-й Прибалтийский фронт                                    | 3-я ударная армия      | 14-й гвардейский стрелковый корпус | -          |
| 01.01.1945 года | 2-й Прибалтийский фронт                                    | 10-я гвардейская армия | -                                  | -          |
| 01.02.1945 года | 2-й Прибалтийский фронт                                    | 42-я армия             | 123-й стрелковый корпус            | -          |
| 01.03.1945 года | 2-й Прибалтийский фронт                                    | 42-я армия             | 83-й стрелковый корпус             | -          |
| 01.04.1945 года | Ленинградский фронт (Курляндская группа войск)             | 10-я гвардейская армия | 83-й стрелковый корпус             | -          |
| 01.05.1945 года | Ленинградский фронт (Курляндская группа войск)             | 10-я гвардейская армия | 19-й гвардейский стрелковый корпус | -          |

## Командиры дивизии
- Крюков, Владимир Викторович (17.09.1941 — 25.12.1941), генерал-майор
- Мартынчук, Николай Моисеевич (28.12.1941 — 02.03.1942), полковник, с 22.01.1942 генерал-майор
- Перевозников, Мирон Иванович (06.03.1942 — 20.06.1942), подполковник
- Данилюк, Василий Данилович (21.06.1942 — 22.02.1943), полковник
- Кравцов, Иван Кондратьевич (23.02.1943 — 13.03.1943), генерал-майор
- Данилюк, Василий Данилович (14.03.1943 — 11.01.1944), полковник
- Князев, Михаил Семёнович (14.01.1944 — 26.04.1944), генерал-майор
- Шолев, Григорий Иванович (09.05.1944 — 04.09.1944), полковник
- Фомичёв, Николай Иванович (06.09.1944 — 09.05.1945), полковник[3]
- Ермаков, Яков Степанович (.11.1945 — .10.1946), полковник[4].

## Отличившиеся воины дивизии
| Награда | Ф. И. О.                       | Должность                       | Звание  | Дата награждения | Примечания                                                     |
| ------- | ------------------------------ | ------------------------------- | ------- | ---------------- | -------------------------------------------------------------- |
|         | Анцеборенко, Павел Афанасьевич | разведчик взвода пешей разведки | рядовой | 24.03.1945       | посмертно, 20.08.1944 подорвал себя гранатой вместе со врагами |